# Premio Orteig
Il premio Orteig fu un premio in denaro di 25.000 dollari indetto il 19 maggio 1919 dal famoso imprenditore e proprietario di hotel Raymond Orteig al primo aviatore appartenente ad uno Stato alleato in grado di volare non-stop da New York a Parigi o viceversa.

## Storia
La notizia fece molto clamore negli ambienti dell'aviazione, ma per i primi 5 anni non ci furono pretendenti. A questo punto Orteig rinnovò l'offerta per altri cinque anni e solo nel 1924, quando lo stato della tecnologia aeronautica divenne avanzato, molti concorrenti richiesero l'iscrizione per il premio. Numerosi aviatori si cimentarono ma ebbero risultati infruttuosi.
Per aspettare un vincitore bisognò attendere il 1927, con Charles Lindbergh ed il suo aereo Spirit of St. Louis. Egli scelse di volare da solo, anche se questo non era un requisito del premio e gli impose di essere al posto di comando per più di 30 ore. Lindbergh fu sia il primo pilota solista sia il primo statunitense ad attraversare l'Atlantico senza scalo in un aereo ad ala fissa (piuttosto che un dirigibile), e divenne subito un eroe nazionale. Il suo volo fu seguito dal boom Lindbergh, una fioritura dell'interesse pubblico nel trasporto aereo.

## Concorrenti
| Data | Immagine | Pilota            | Aereo                                                                   | Durata del volo | Esito                                                                       |
| 1927 |          | Charles Lindbergh | Spirit of St. Louis                                                     | 30 ore          | Vincitore del premio e prima trasvolata atlantica in solitario della storia |
| 1926 |          | René Fonck        | Sikorsky S-35                                                           | Nessuno         | Schianto al decollo per eccessivo peso                                      |
| 1927 |          | Floyd Bennett     | Trimotore Ford chiamato America                                         | Nessuno         | Schianto a causa di un ground loop                                          |
| 1927 |          | Charles Nungesser | Biplano monomotore Levasseur PL8 chiamato Oiseau Blanc (uccello bianco) | Sconosciuta     | Scomparso e mai più avvistato                                               |